# Chalais, Charente
Chalais är en kommun i departementet Charente i regionen Nouvelle-Aquitaine i västra Frankrike. Kommunen ligger  i kantonen Chalais som ligger i arrondissementet Angoulême. År 2022 hade Chalais 1 799 invånare.

## Befolkningsutveckling
Antalet invånare i kommunen Chalais
Referens:INSEE